# Eliyahu Rips
Eliyahu Rips (lettül: Iļja Ripss, héberül: אליהו ריפס, oroszul: Илья Рипс, Riga, 1948. december 12. – 2024. július 18.) zsidó származású lett-izraeli matematikus, a csoportelméletben végzett kutatásairól ismert. Emellett bibliakutatással is foglalkozott.
1969. április 13-án, tiltakozásul Csehszlovákia lerohanása, a prágai tavasz eltiprása ellen, felgyújtotta magát Rigában. Akcióját könnyebb sérülésekkel megúszta, de családjával ki kellett vándorolnia Izraelbe.

## Élete
Eliyahu Rips, születési nevén Iļja Ripss a Szovjetunió egyik tagállamában, a Lett Szovjet Szocialista Köztársaság fővárosában, Rigában született zsidó családban. Édesanyja és édesapja mindketten elvesztették családjukat a holokauszt során. Apja matematikatanár volt. Iļja Ripss kiemelkedő tehetség volt, az általános iskolát két évvel hamarabb fejezte be, mint kortársai. 1964-ben részt vett a moszkvai nemzetközi matematikai olimpián, 16 éves korában felvették az egyetemre, ahol matematikát és fizikát tanult.
1968-ban nyomon követte a nemzetközi rádióállomásokon a prágai tavasz történéseit. Tavasszal, egyetemi hallgatóként, Kalinyingrádba küldték katonai kiképzésre. Egységét az invázió kapcsán Csehszlovákiába vezényelték, őt és a többi diákot hazaküldték. A Varsói Szerződés tagállamainak beavatkozása Csehszlovákiában csalódottsággal töltötte el.

### Az önégetés
1969 januárjában eljutott hozzá Jan Palach önfeláldozásának híre. Úgy döntött, hogy hasonló módon fog tiltakozni. Erről később így beszélt: „Személyes tiltakozás volt, nem akartam kiprovokálni semmit. Cselekedetem gyökere a tiszta keserűség volt. Már nem hittem abban, hogy a kommunizmus összeomolhat, ami végül mégis megtörtént.” Az akcióra napokon át készült: készített egy feliratot, amelyen az állt oroszul, hogy Tiltakozom Csehszlovákia elfoglalása ellen. Barátainak búcsúfeljegyzést írt.
Tiltakozásához szimbolikus helyszínt, a Szabadság emlékművet választotta, amely Riga központjában állt. 1969. április 13-án délután négy óra körül egy üveg benzinnel és az újságpapírba tekert tiltakozó felirattal elment a térre. Ott magára öntötte a benzint, kiterítette a feliratot a földön, majd meggyújtotta magát. „Amikor a feliratot kiterítettem, nem volt visszaút”, fogalmazott később.
A járókelők hamar eloltották a lángokat, így Ripps csak könnyebben sérült meg a nyakán és a karjain. Tömeg gyűlt össze a helyszínen, amelyben az állambiztonsági bizottság egyik tagja is ott volt, aki a fiatalembert bevitte a rendőrségre. Néhány óra múlva a pszichiátriai klinika zárt osztályára küldték. Másnap hivatalosain letartóztatták, és átvitték a rigai börtönbe. Az egyetemről kizárták.

### Későbbi élete
1969 októberében skizofréniát állapítottak meg nála, és ismét a pszichiátriára utalták. Az orvosok kedvesen viselkedtek vele, megengedték, hogy felvegye a kapcsolatot a családjával. Vlagyimir Bukovszkij másként gondolkodónak köszönhetően a Nemzetközi Matematikai Kongresszus értesült ügyéről, és a külföldi nyomás miatt a hatóságok kénytelenek voltak elbocsátani őt a kórházból 1971 tavaszán. Az év végén családjával Izraelbe emigrált. Tanulmányait a Jeruzsálemi Héber Egyetemen folytatta, annak professzora lett. Keresztnevét Eliyahura változtatta. 2009 áprilisában ellátogatott Prágába, ahol egykori példaképe, Jan Palach feláldozta magát.